# Jerusalem
Jerusalem (phiên âm tiếng Việt: Giê-ru-sa-lem, 31°46′B 35°14′Đ / 31,767°B 35,233°Đ; tiếng Do Thái: ירושׁלים Yerushalayim; tiếng Ả Rập: القُدسⓘ al-Quds, tiếng Hy Lạp: Ιεροσόλυμα Ierosólyma) là một thành phố cổ đại ở Trung Đông, nằm trên một cao nguyên thuộc dãy núi Do Thái giữa Địa Trung Hải và Biển Chết. Đây là một trong những thành phố lâu đời nhất trên thế giới và được coi là một địa điểm linh thiêng đối với ba tôn giáo chính khởi nguồn từ Abraham - Do Thái giáo, Kitô giáo và Hồi giáo. Cả Israel và Chính quyền Palestine đều tuyên bố Jerusalem là thủ đô của họ, khi Israel duy trì các thể chế chính phủ chính của mình ở đó và Nhà nước Palestine dự đoán đây sẽ là trung tâm quyền lực của nhà nước này; tuy nhiên, không yêu cầu nào được công nhận rộng rãi trên phạm vi quốc tế.
Trong lịch sử lâu dài của mình, Jerusalem đã bị phá hủy ít nhất hai lần, bị bao vây 23 lần, bị bắt và chiếm 44 lần, bị tấn công 52 lần. Một phần của Jerusalem được gọi là Thành phố David cho thấy những dấu hiệu định cư đầu tiên trong thiên niên kỷ thứ 4 TCN, dưới dạng lều trại của những người chăn cừu du mục. Jerusalem được đặt tên là "Urusalim" trên các sách cổ Ai Cập cổ đại, có lẽ có nghĩa là "Thành phố Shalem" theo một vị thần Canaan, trong thời kỳ Canaanite (thế kỷ 14 trước Công nguyên). Trong thời kỳ Israel cổ đại, hoạt động xây dựng quan trọng ở Jerusalem bắt đầu vào thế kỷ thứ 9 trước Công nguyên (Thời đại đồ sắt II), và vào thế kỷ thứ 8, thành phố đã phát triển thành trung tâm tôn giáo và hành chính của Vương quốc Judah. Năm 1538, các bức tường thành phố được xây dựng lại lần cuối cùng xung quanh Jerusalem dưới thời Suleiman the Magnificent. Ngày nay, những bức tường đó xác định Thành phố Cổ, theo truyền thống được chia thành bốn phần tư được biết đến từ đầu thế kỷ 19 là Khu vực Armenia, Cơ đốc giáo, Do Thái và Hồi giáo. Thành phố cổ này trở thành Di sản Thế giới năm 1981 và nằm trong Danh sách Di sản Thế giới đang bị đe dọa.
Kể từ năm 1860, Jerusalem đã phát triển vượt xa ranh giới của Thành phố Cổ. Năm 2015, Jerusalem có dân số khoảng 850.000 cư dân, bao gồm khoảng 200.000 người Do Thái thế tục, 350.000 người Do Thái Haredi và 300.000 người Palestine.  Năm 2011, dân số là 801.000, trong đó người Do Thái chiếm 497.000 (62%), Hồi giáo 281.000 (35%), Kitô hữu 14.000 (khoảng 2%) và 9.000 (1%) người không được phân loại theo tôn giáo.
Theo Kinh thánh, Vua David đã chinh phục thành phố từ người Jebusite và thiết lập nó trở thành thủ đô của vương quốc Israel, và con trai của ông, Vua Solomon, đã chi tiền xây dựng Đền thờ đầu tiên. Các học giả hiện đại cho rằng người Do Thái tách ra khỏi các dân tộc và văn hóa Canaan thông qua sự phát triển của một tôn giáo độc quyền - và sau đó là độc thần - tập trung vào El/Yahweh, một trong những thần của người Canaan cổ đại. Những sự kiện nền tảng này, diễn ra vào buổi bình minh của thiên niên kỷ thứ 1 TCN, cho thấy tầm quan trọng biểu tượng trung tâm của người Do Thái. Biệt danh thành phố linh thiêng (עערררר, phiên âm ' ir haqodesh) có lẽ đã được gắn liền với Jerusalem trong thời kỳ hậu lưu đày. Jerusalem được coi là thành phố Thánh trong Kitô giáo, được bảo tồn trong bản Septuagint  mà các Kitô hữu đã nhận là sách riêng của họ, đã được củng cố bởi bản tường thuật Tân Ước về sự đóng đinh của Giêsu ở đó. Trong Hồi giáo Sunni, Jerusalem là thành phố linh thiêng thứ ba, sau Mecca và Medina. Theo truyền thống Hồi giáo, vào năm 610 CE, nó đã trở thành qibla đầu tiên, điểm cầu nguyện của người Hồi giáo (salat), và Muhammad thực hiện Hành trình đêm của mình ở đó mười năm sau, lên thiên đàng, nơi ông nói chuyện với Thiên Chúa, theo Kinh Qur'an. Kết quả là, mặc dù có diện tích chỉ 0.9km2, Thành phố cổ là nơi có nhiều địa điểm có tầm quan trọng tôn giáo, trong đó có Núi Đền với Bức tường phía Tây, Mái vòm Đá và Nhà thờ Hồi giáo al-Aqsa, và Nhà thờ Mộ Thánh. Bên ngoài Thành phố cổ có Lăng mộ Vườn.
Ngày nay, vị thế của Jerusalem vẫn là một trong những vấn đề cốt lõi trong cuộc xung đột giữa Palestine và Israel. Trong Chiến tranh Ả Rập Israel năm 1948, Tây Jerusalem là một trong những khu vực bị Israel kiểm soát và sau đó sáp nhập trong khi Đông Jerusalem, bao gồm Thành phố Cổ, bị Jordan chiếm và sau đó bị Jordan sáp nhập. Israel tái kiểm soát được Đông Jerusalem từ Jordan trong Chiến tranh Sáu ngày năm 1967 và sau đó sáp nhập vào Jerusalem, cùng với lãnh thổ xung quanh bổ sung.  Một trong những Luật cơ bản của Israel, Luật Jerusalem năm 1980, gọi Jerusalem là thủ đô không thể tách rời của đất nước. Tất cả các chi nhánh của chính phủ Israel đều được đặt tại Jerusalem, bao gồm Knesset (quốc hội của Israel), nơi ở của Thủ tướng (Beit Aghion) và Tổng thống (Beit HaNassi) và Tòa án tối cao. Trong khi cộng đồng quốc tế coi việc sáp nhập là bất hợp pháp và coi Đông Jerusalem là lãnh thổ của Palestine bị Israel chiếm đóng, Israel có yêu sách chủ quyền mạnh mẽ hơn đối với Tây Jerusalem.

## Nhân khẩu học

## Hình ảnh

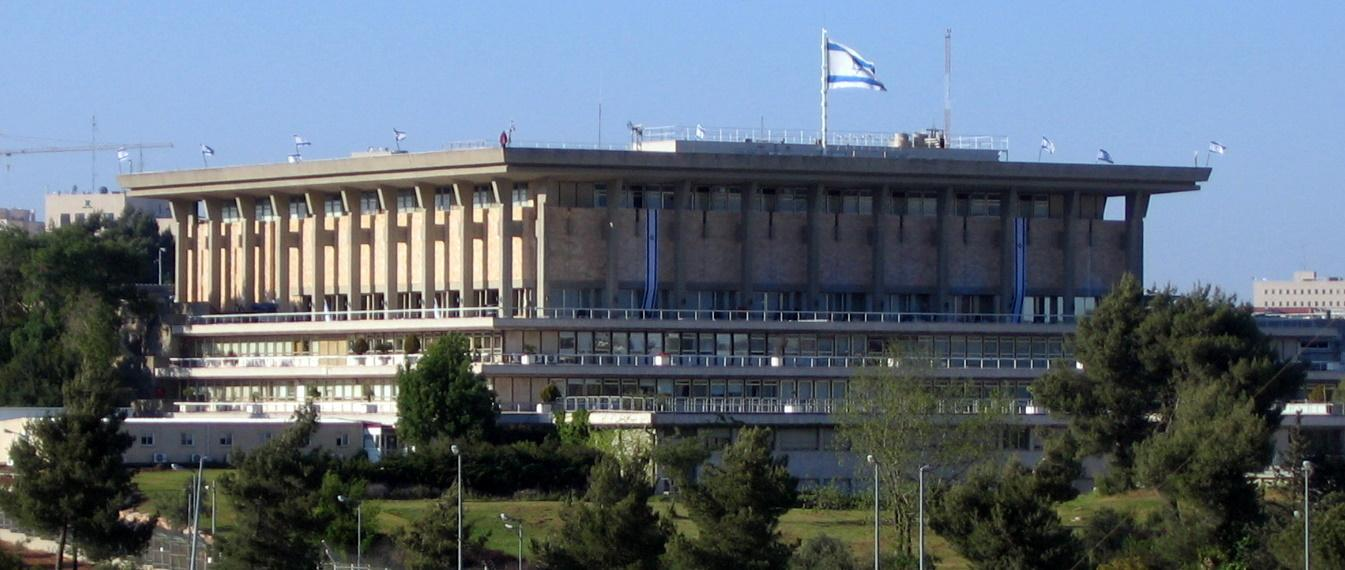
Knesset là cơ quan lập pháp của Israel
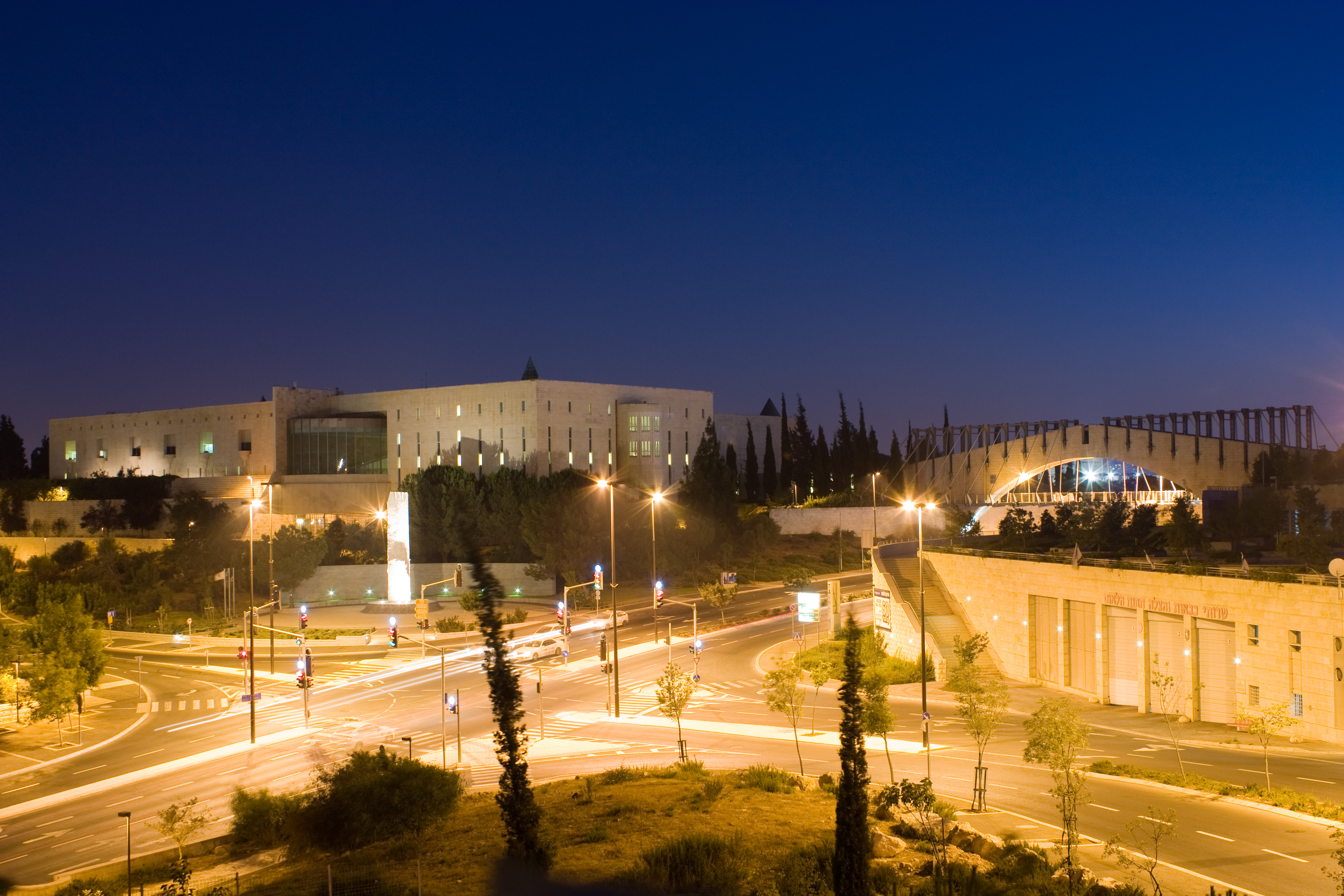
Tòa án Tối cao Israel
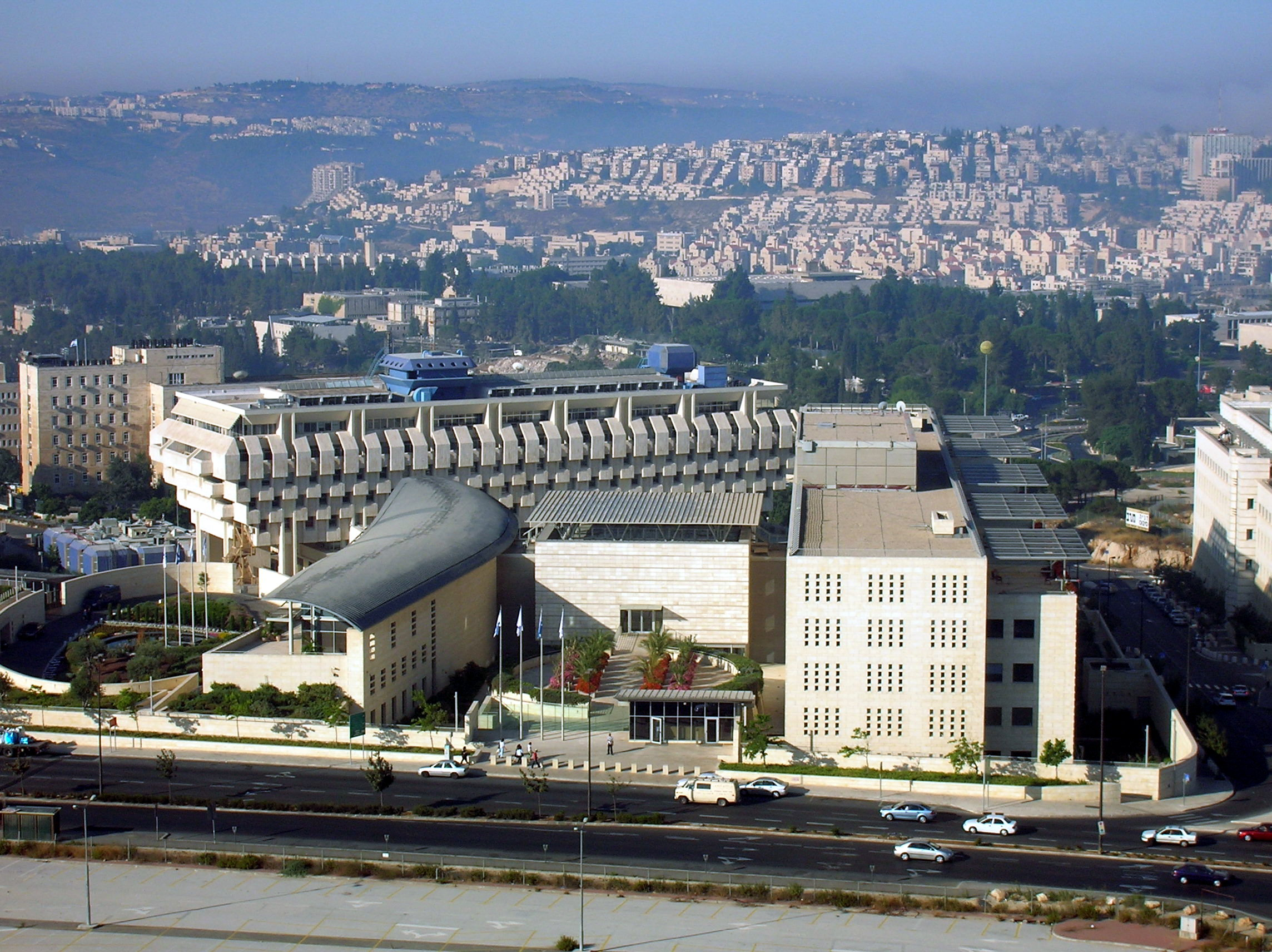
Bộ Ngoại giao
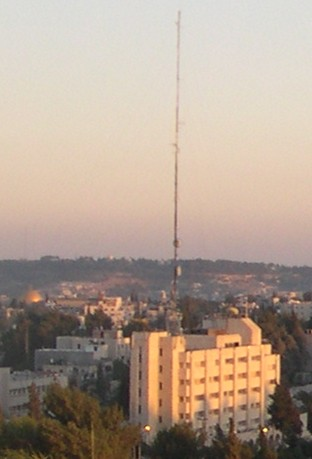
Tổng bộ Cảnh sát Israel
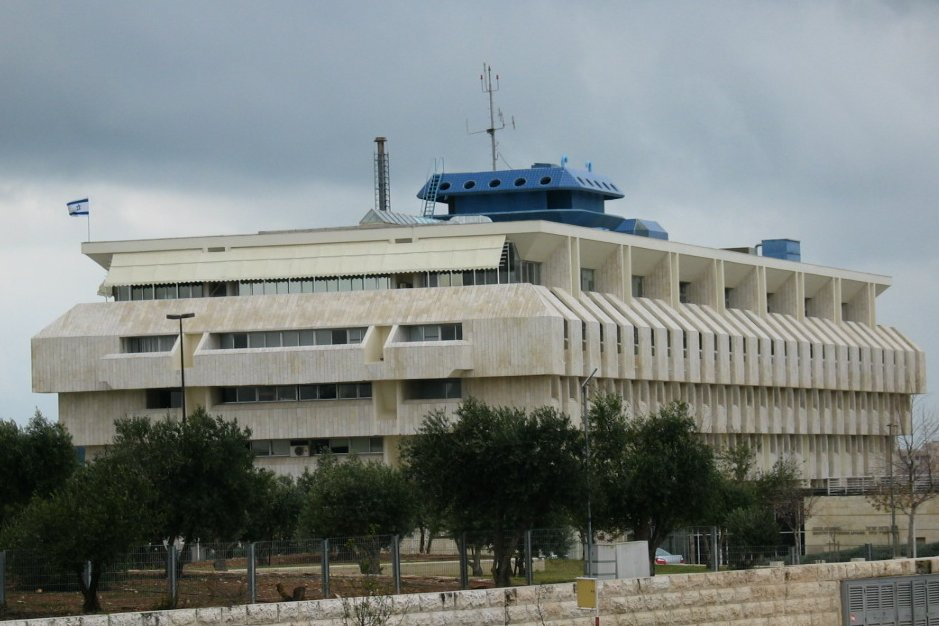
Ngân hàng Israel
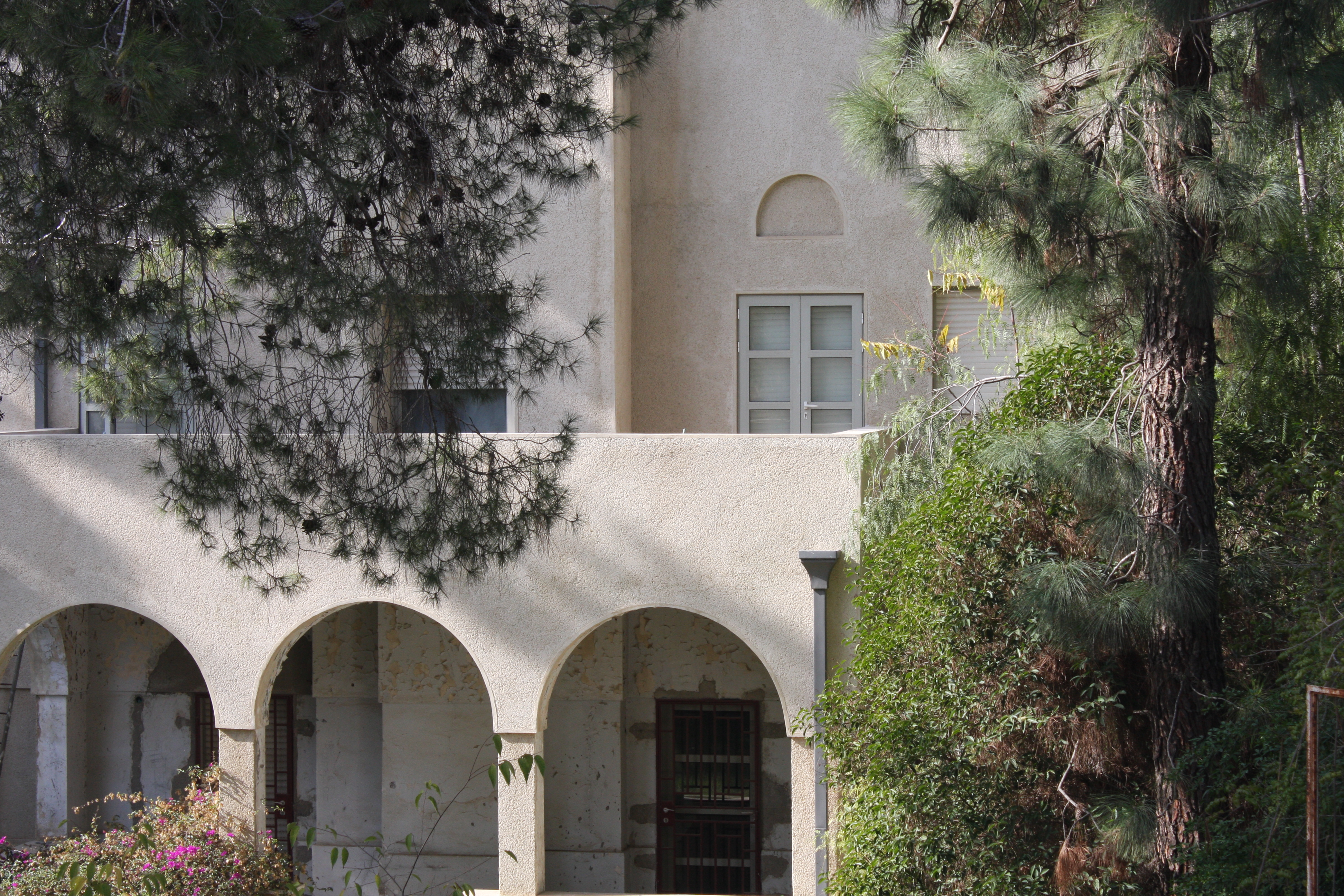
Beit Aghion - nơi ở chính thức của Thủ tướng Chính phủ
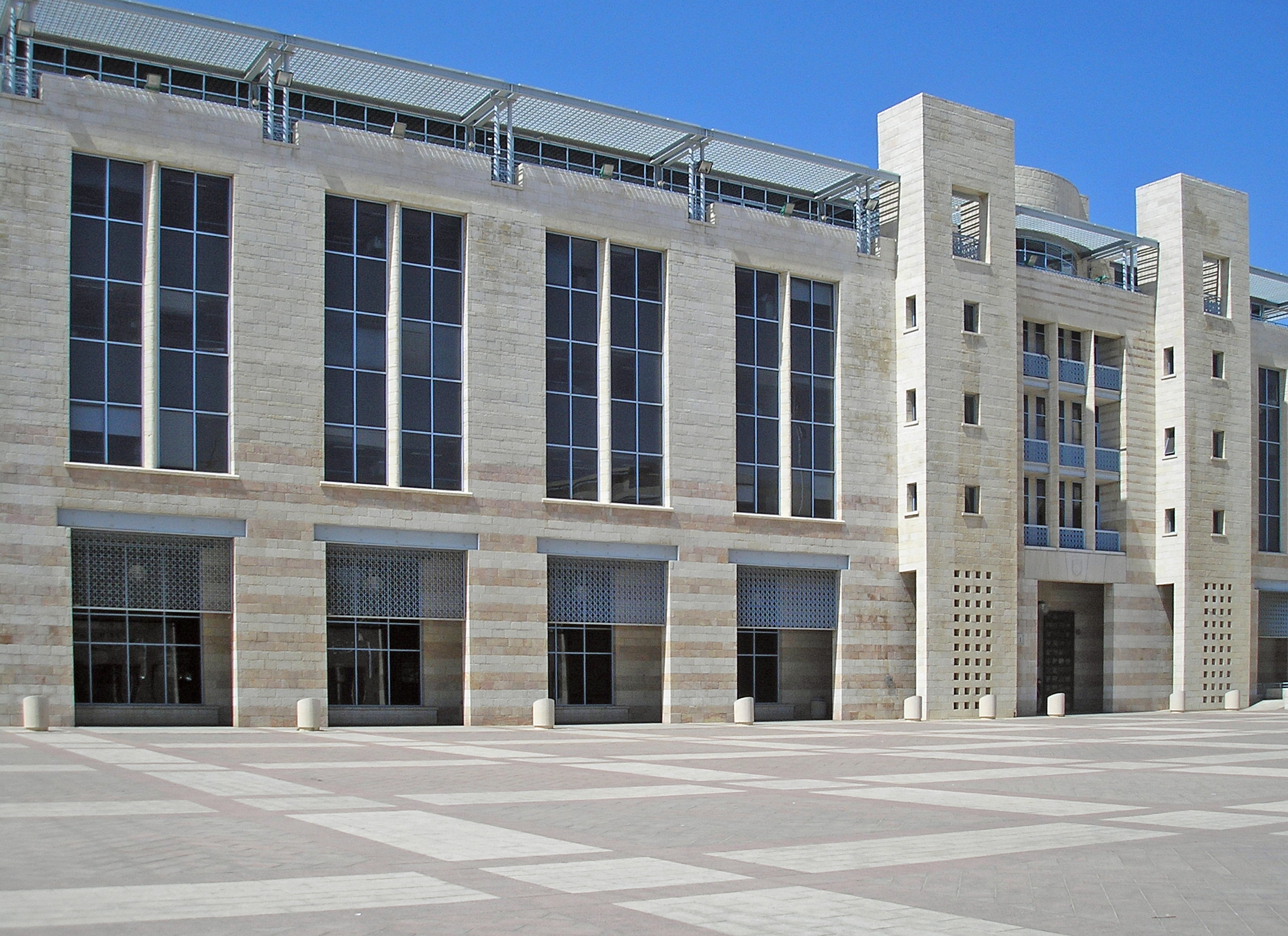
Jerusalem City Hall
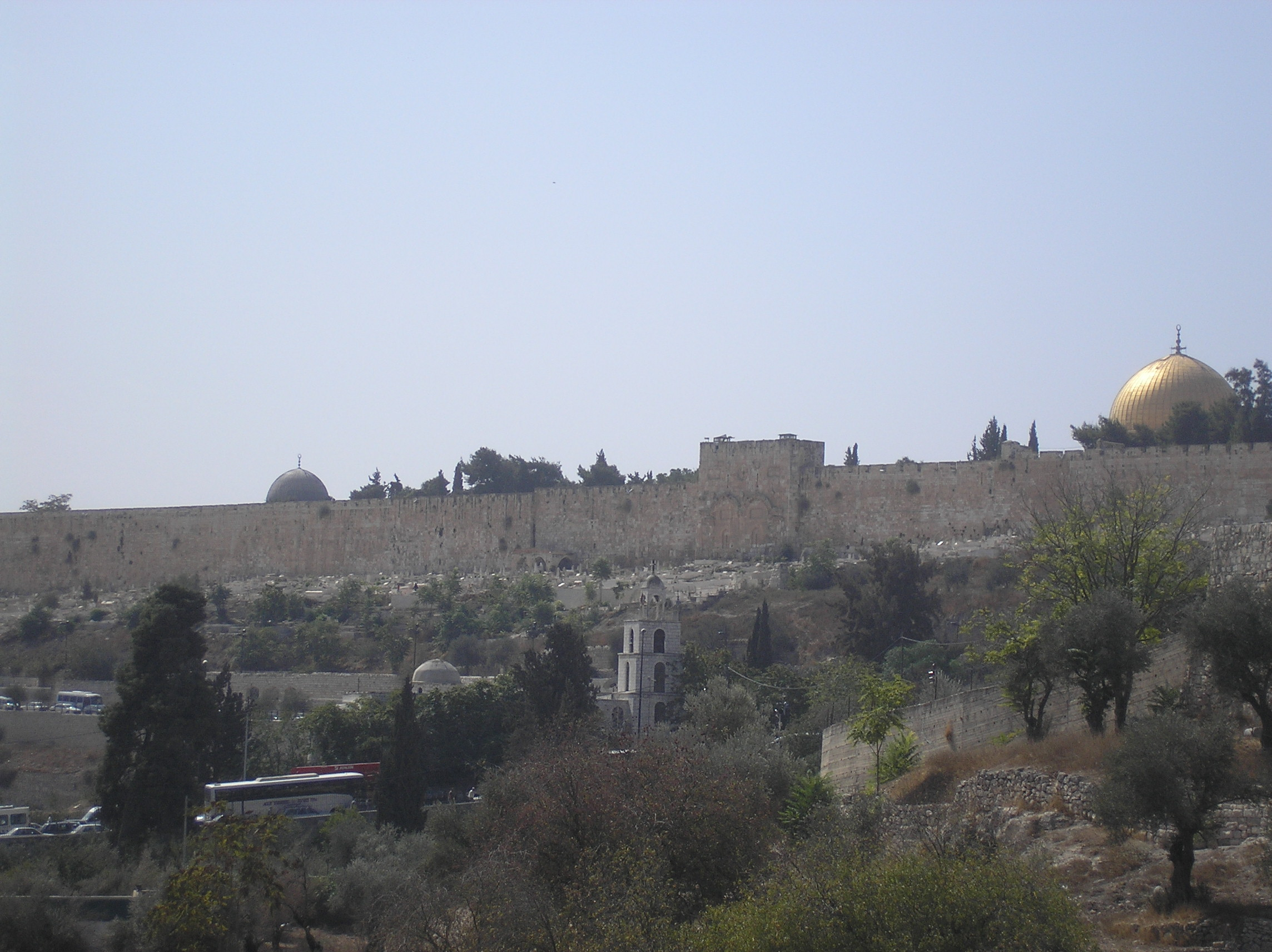
Cổng vàng ở Jerusalem
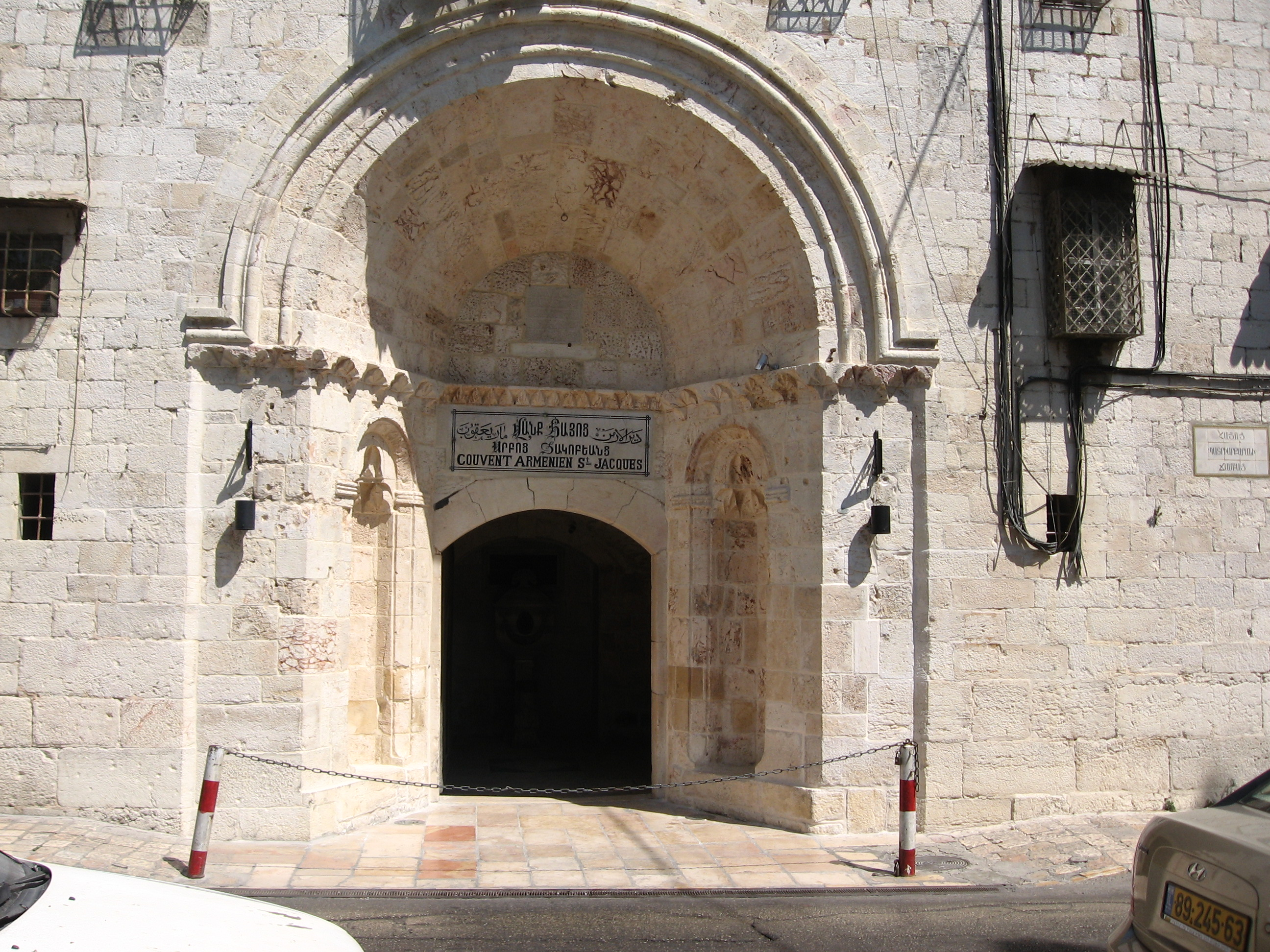
Nhà thờ thánh James ở Jerusalem
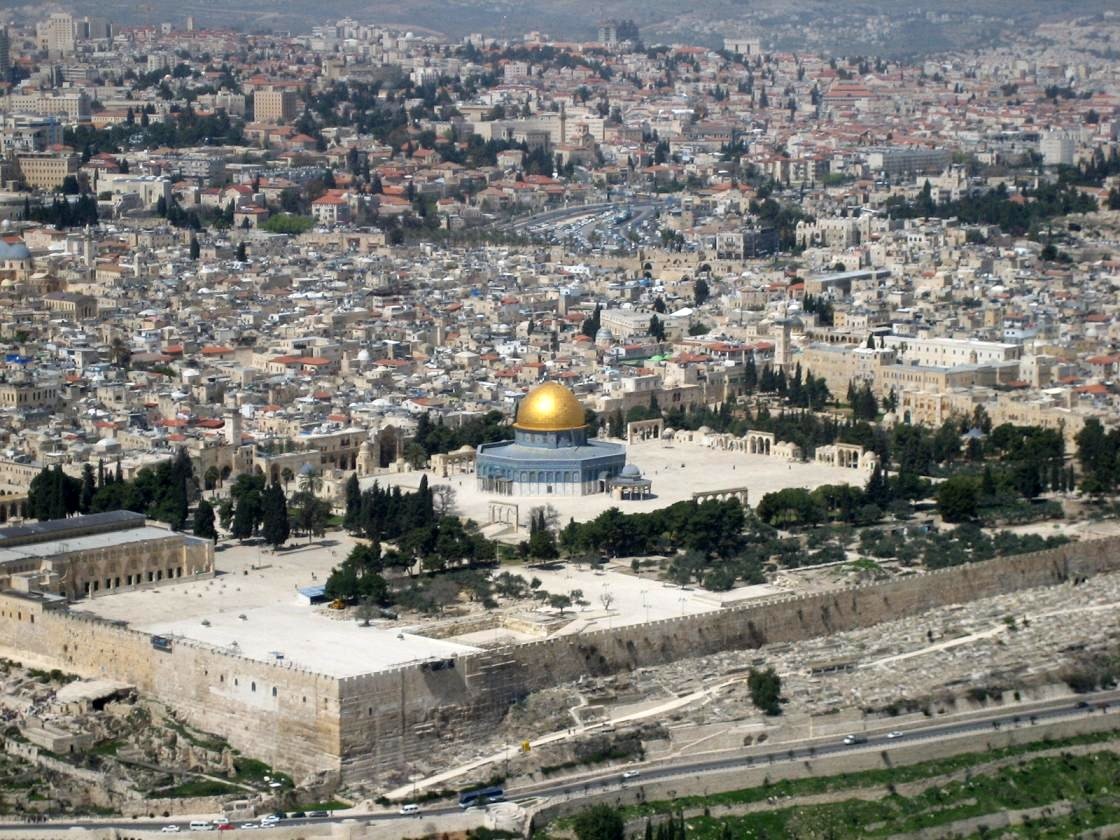
Jerusalem nhìn từ trên cao
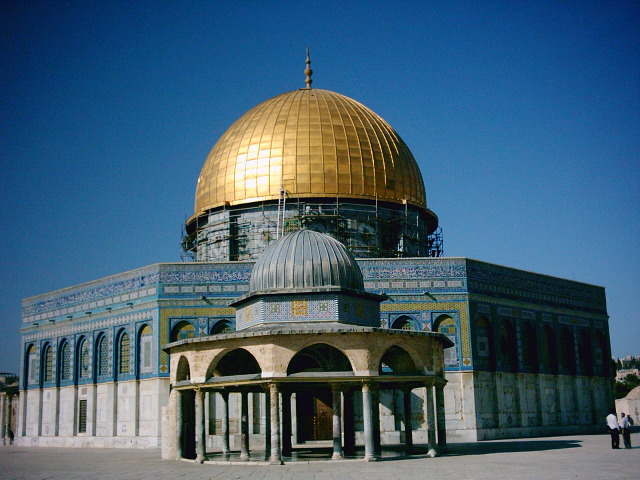
Mái vòm bằng vàng của Jerusalem
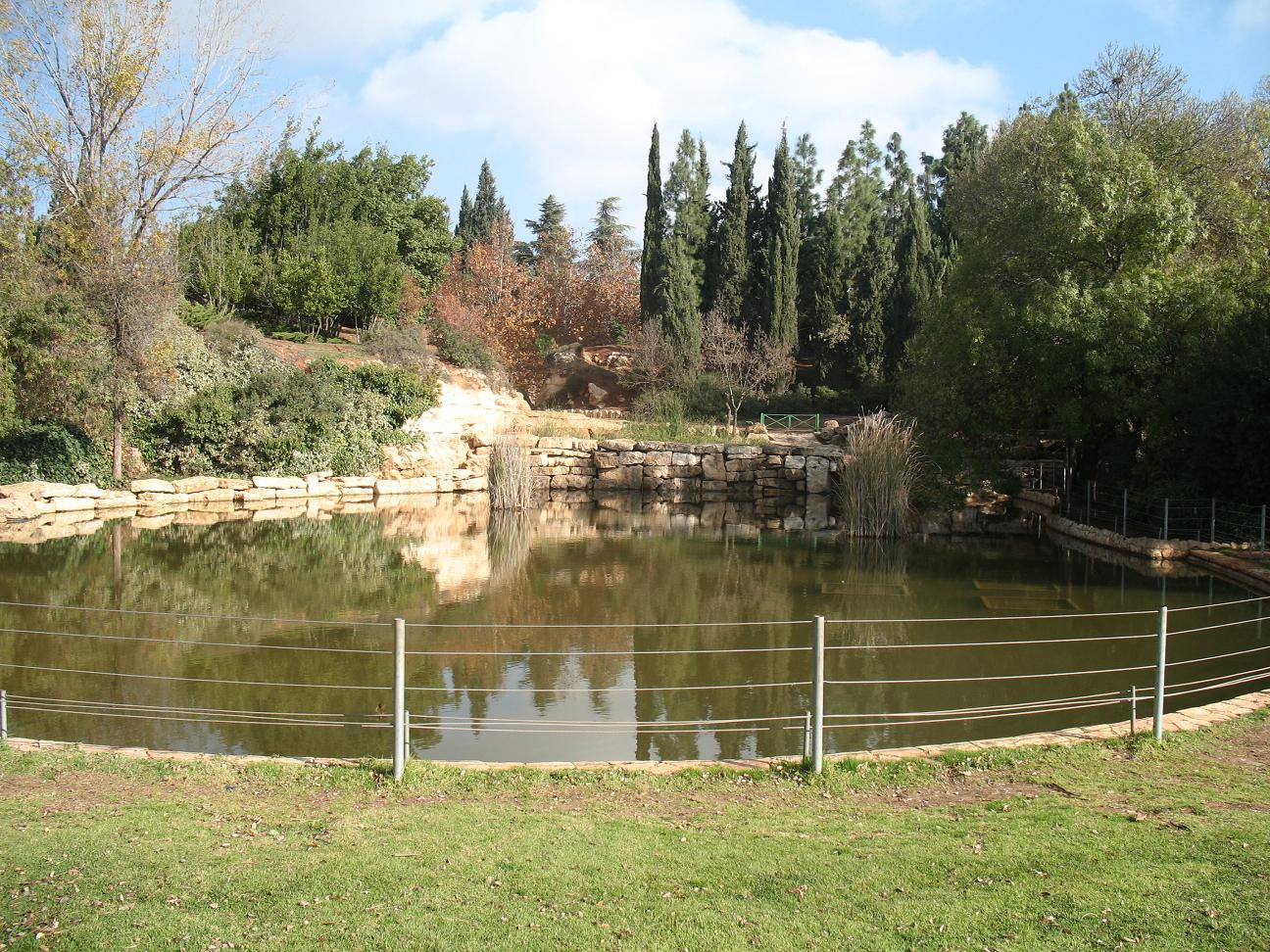
Vườn hoa hồng ở Jerusalem
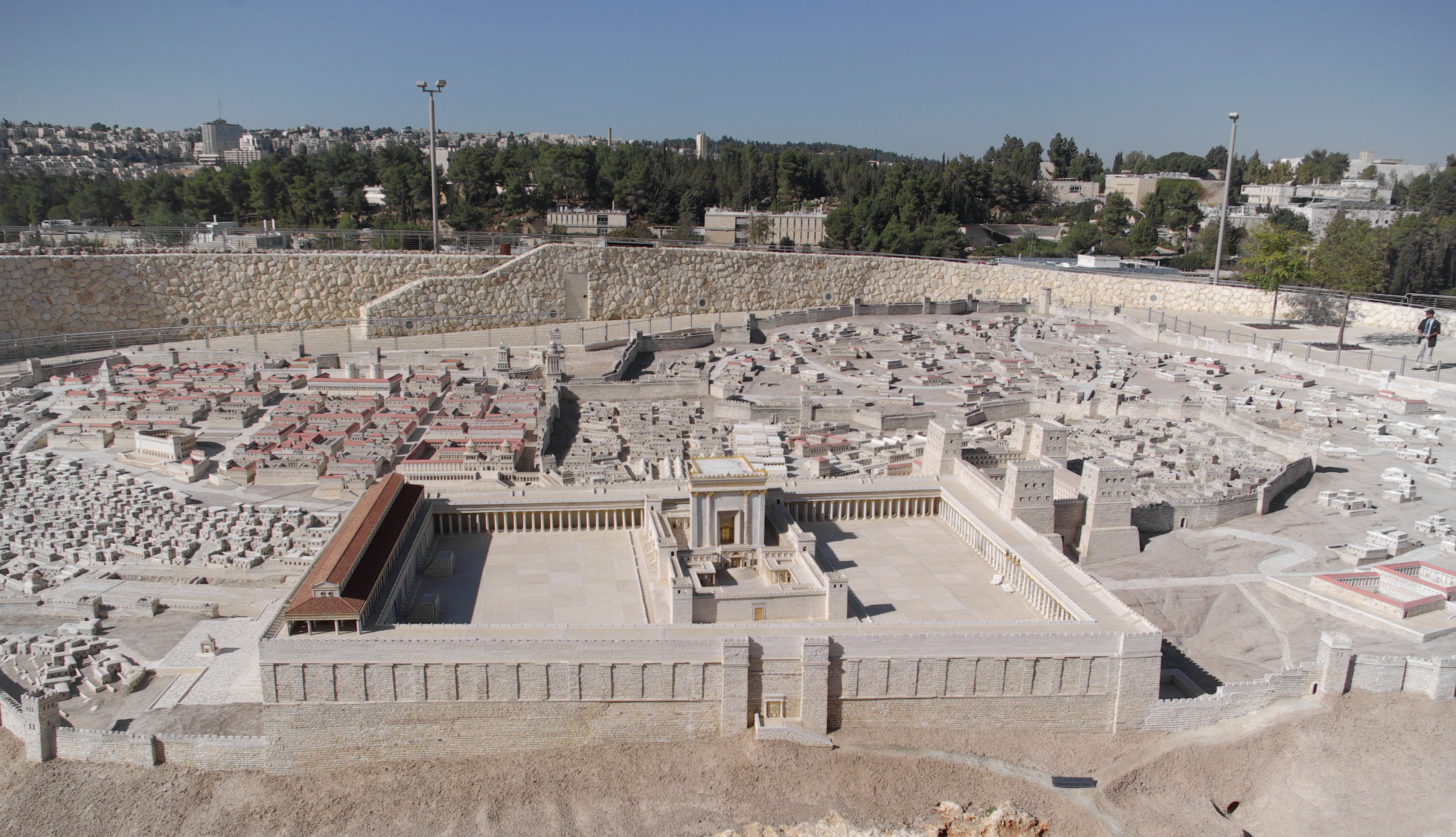
Mô hình thành phố Jerusalem
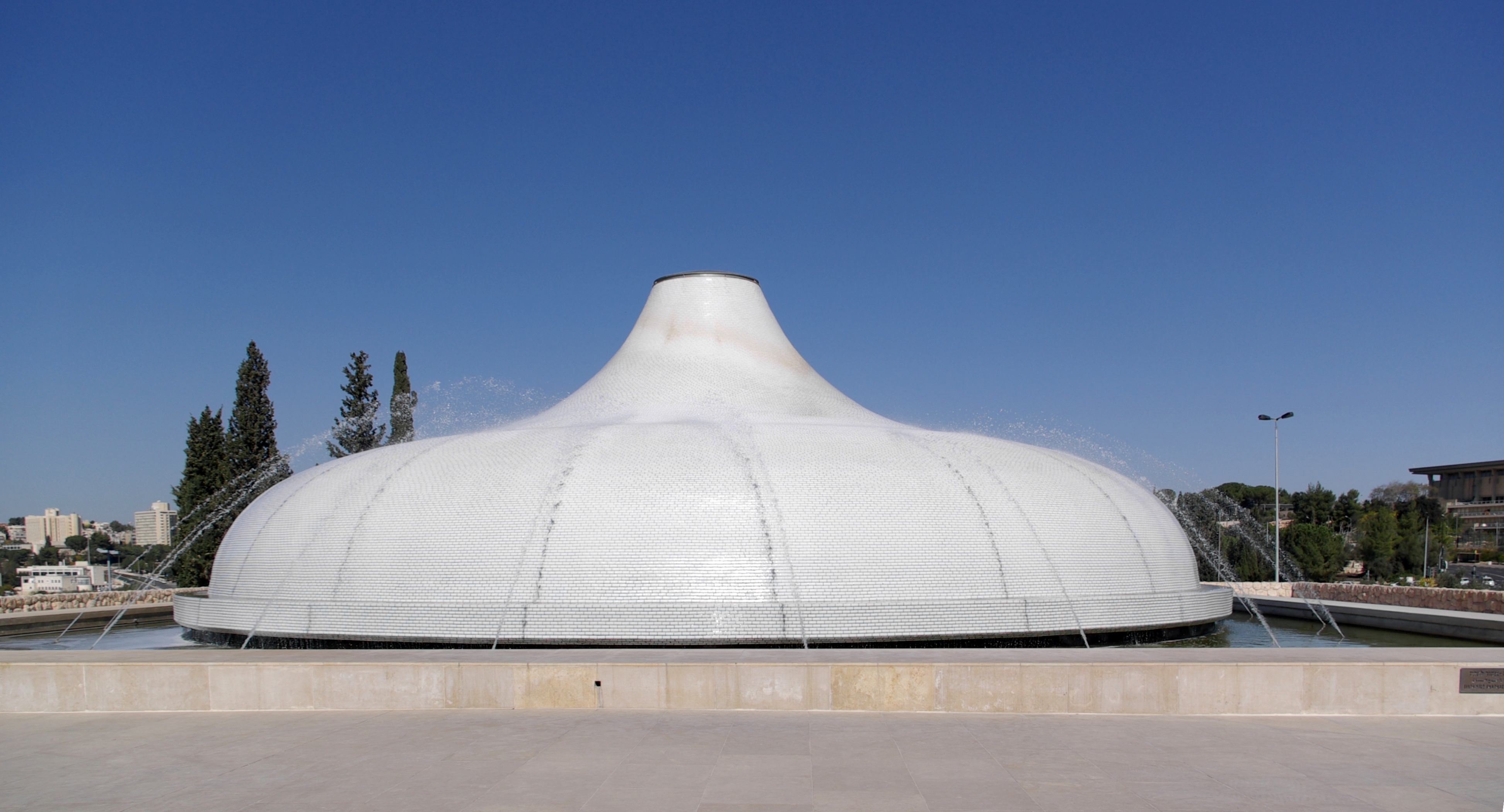
Bảo tàng Israel
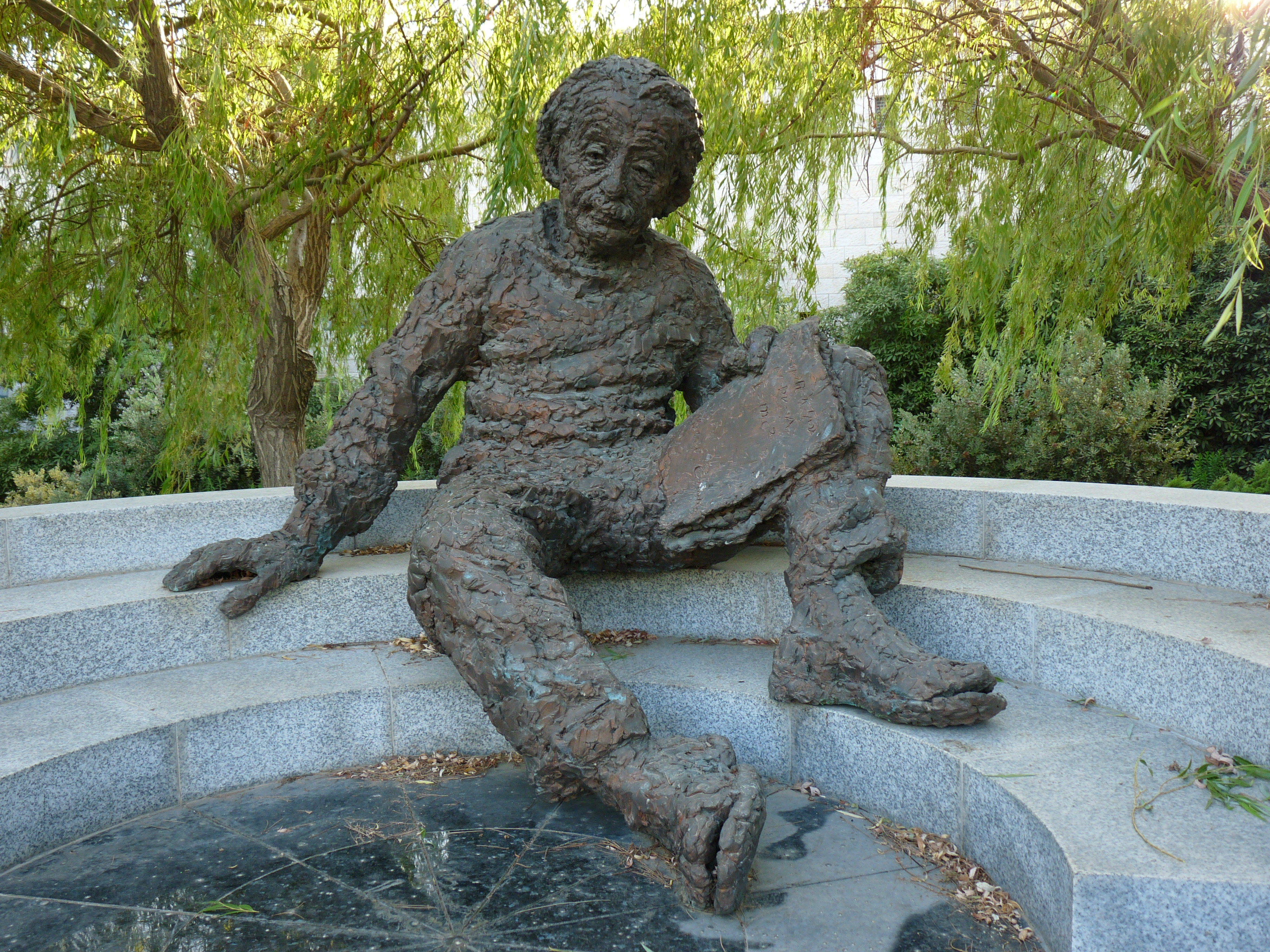
Học viện Khoa học và Nhân văn Israel
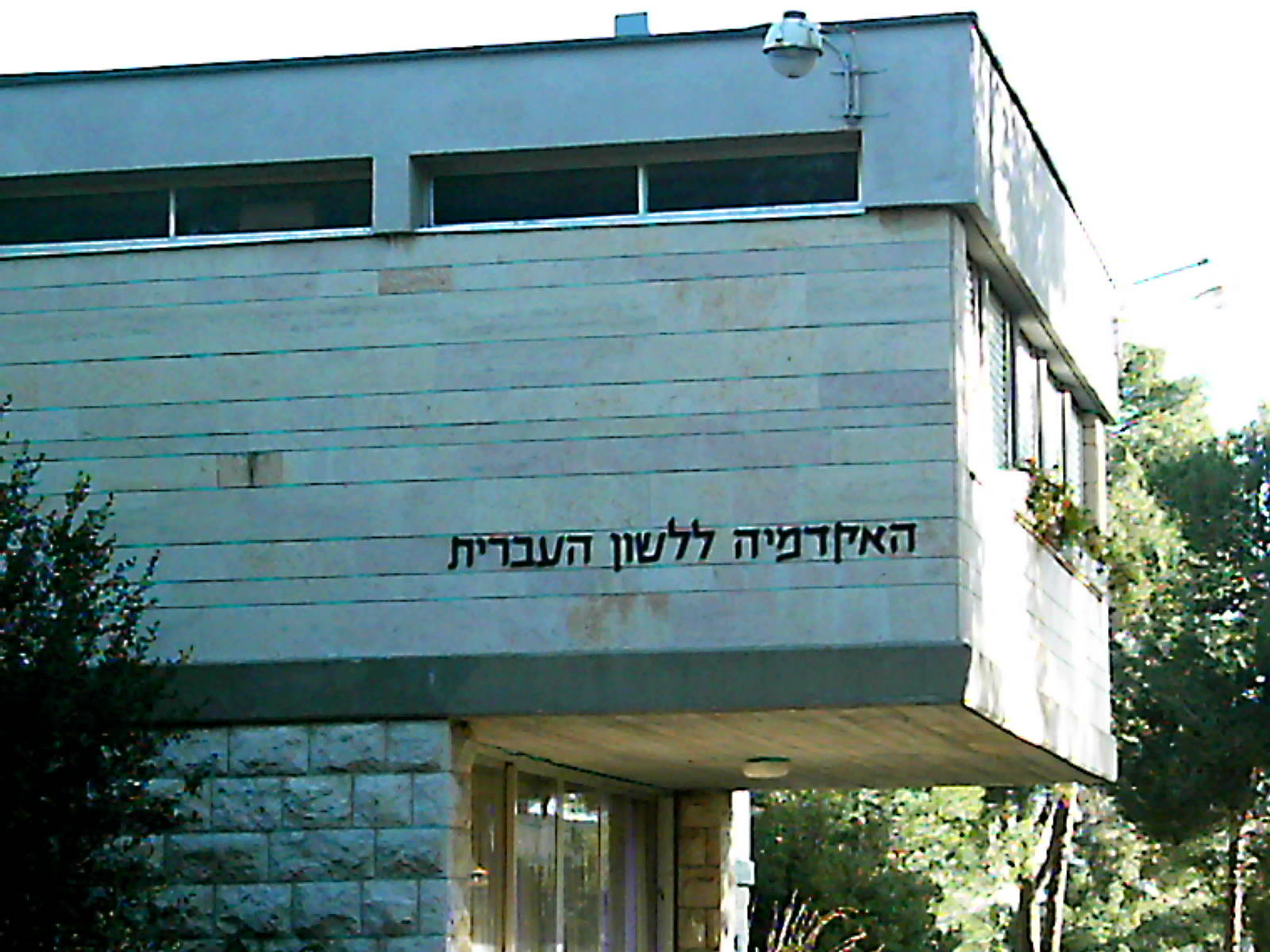
Viện hàn lâm Ngôn ngữ Hebrew
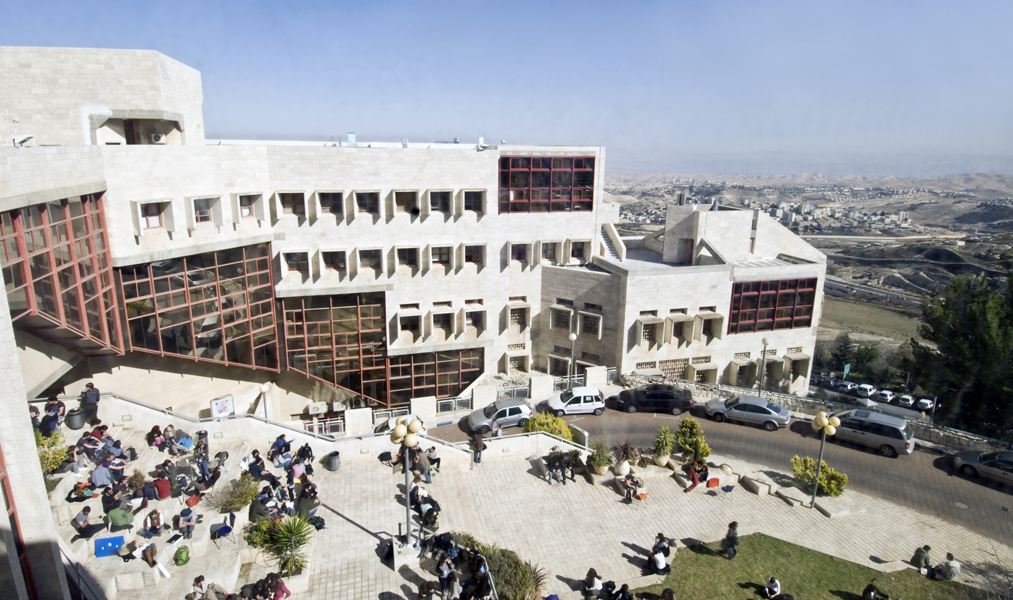
Học viện Nghệ thuật và Thiết kế Bezalel - là học viện quốc gia Nghệ thuật và Thiết kế của Israel
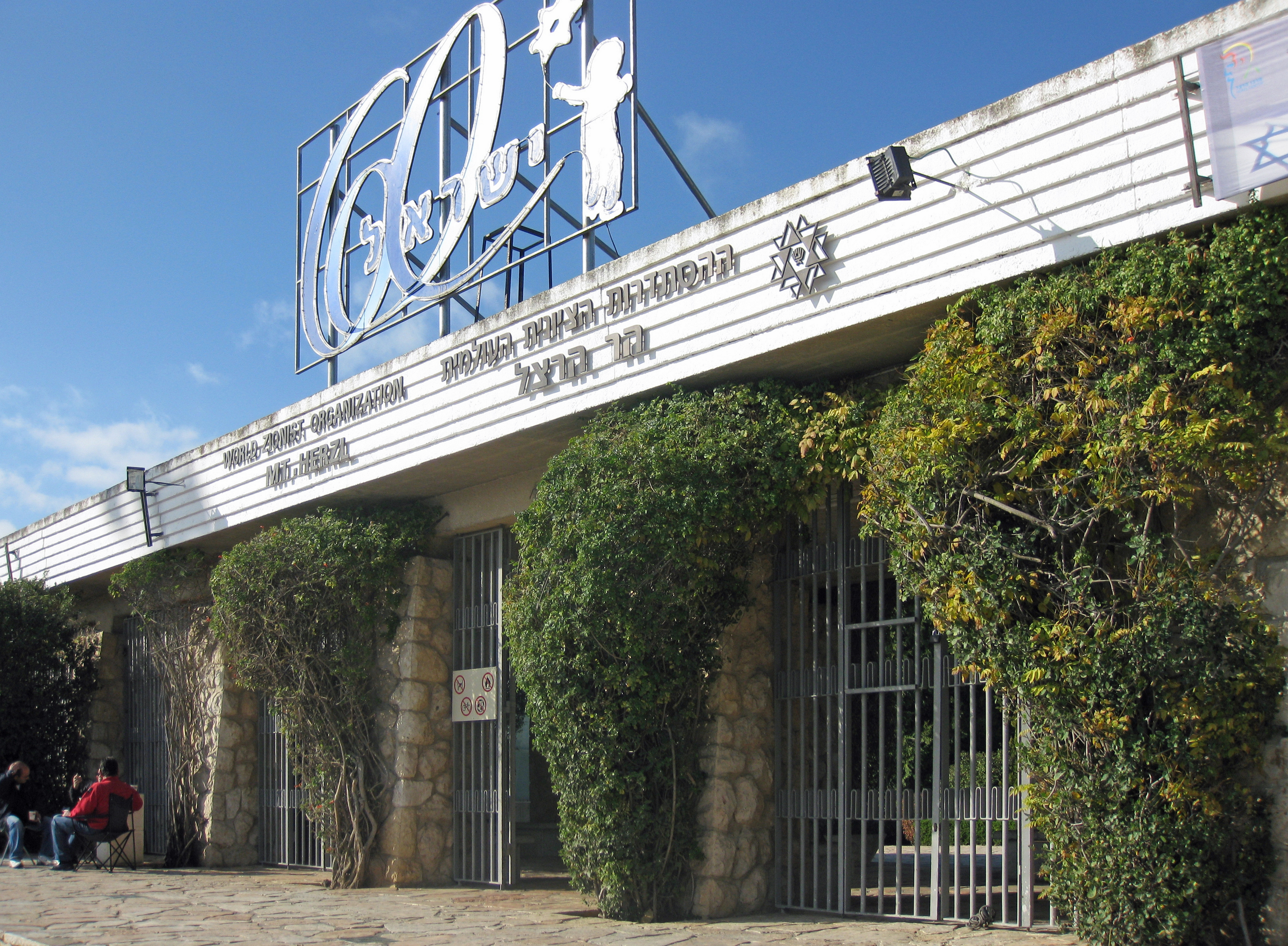
Núi Herzl là nghĩa trang quốc gia tại Israel
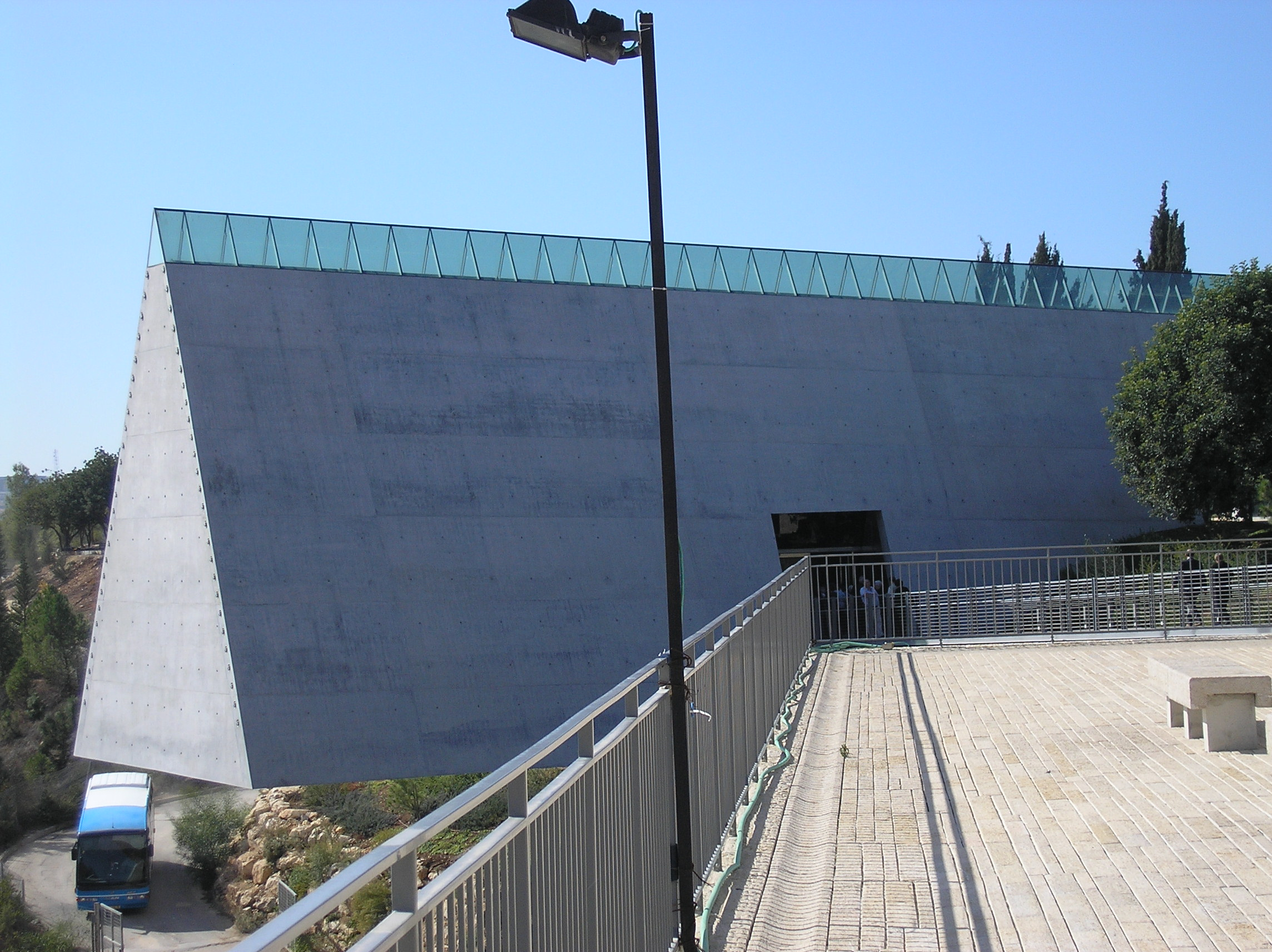
Holocaust Museum
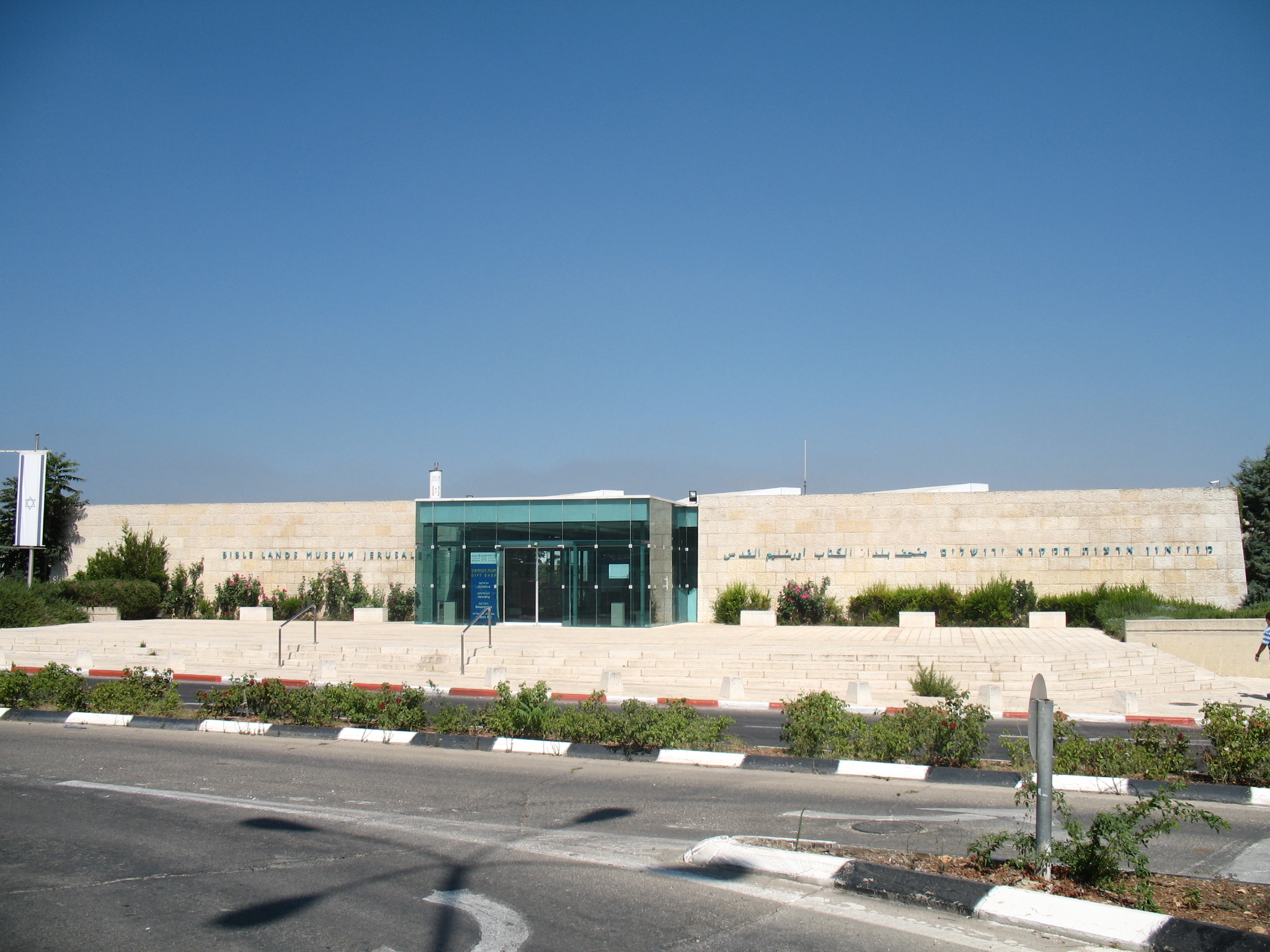
Bảo tàng Bible Lands
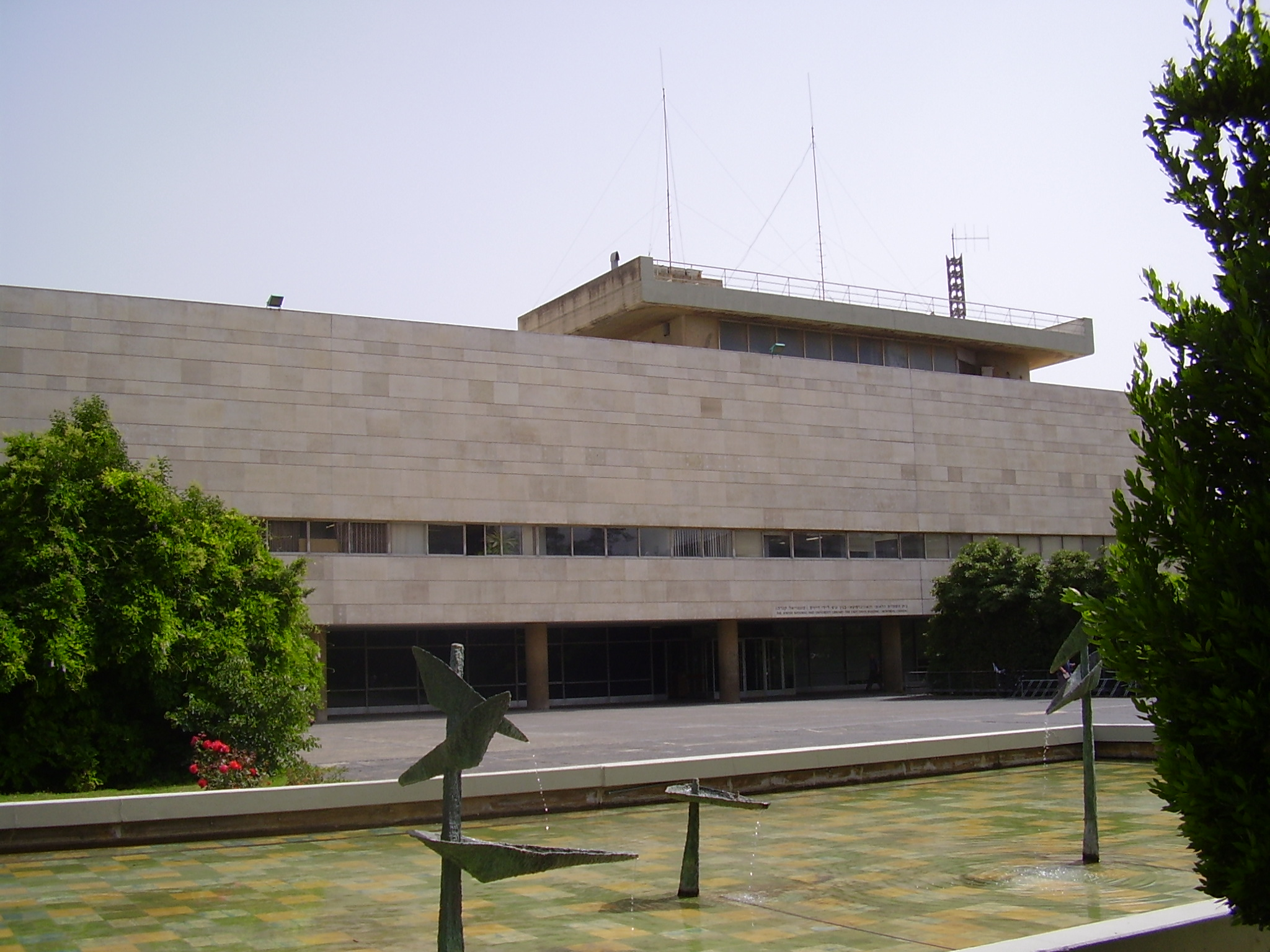
Thư viện Quốc gia Israel
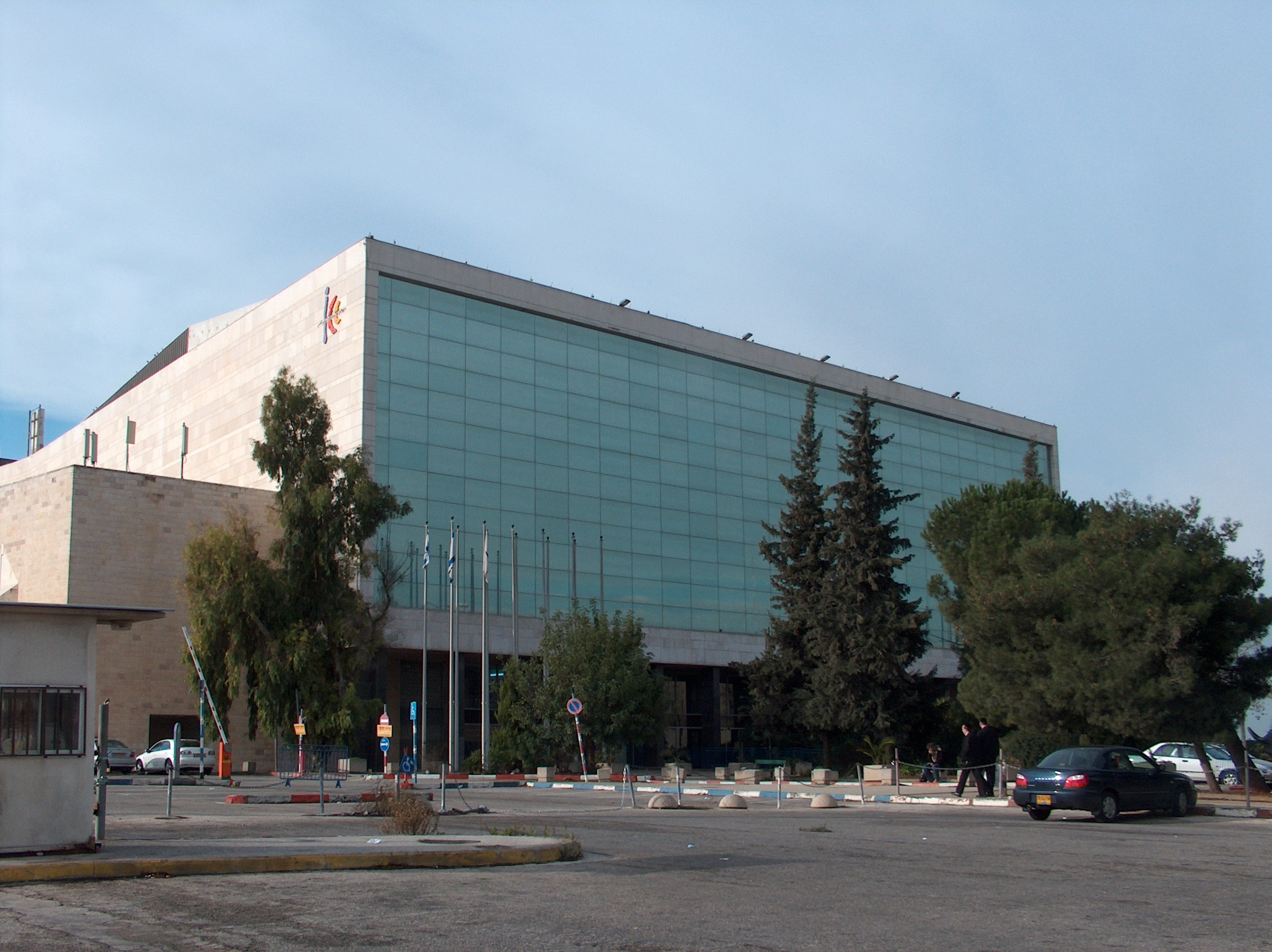
Trung tâm Hội nghị Quốc tế - Jerusalem
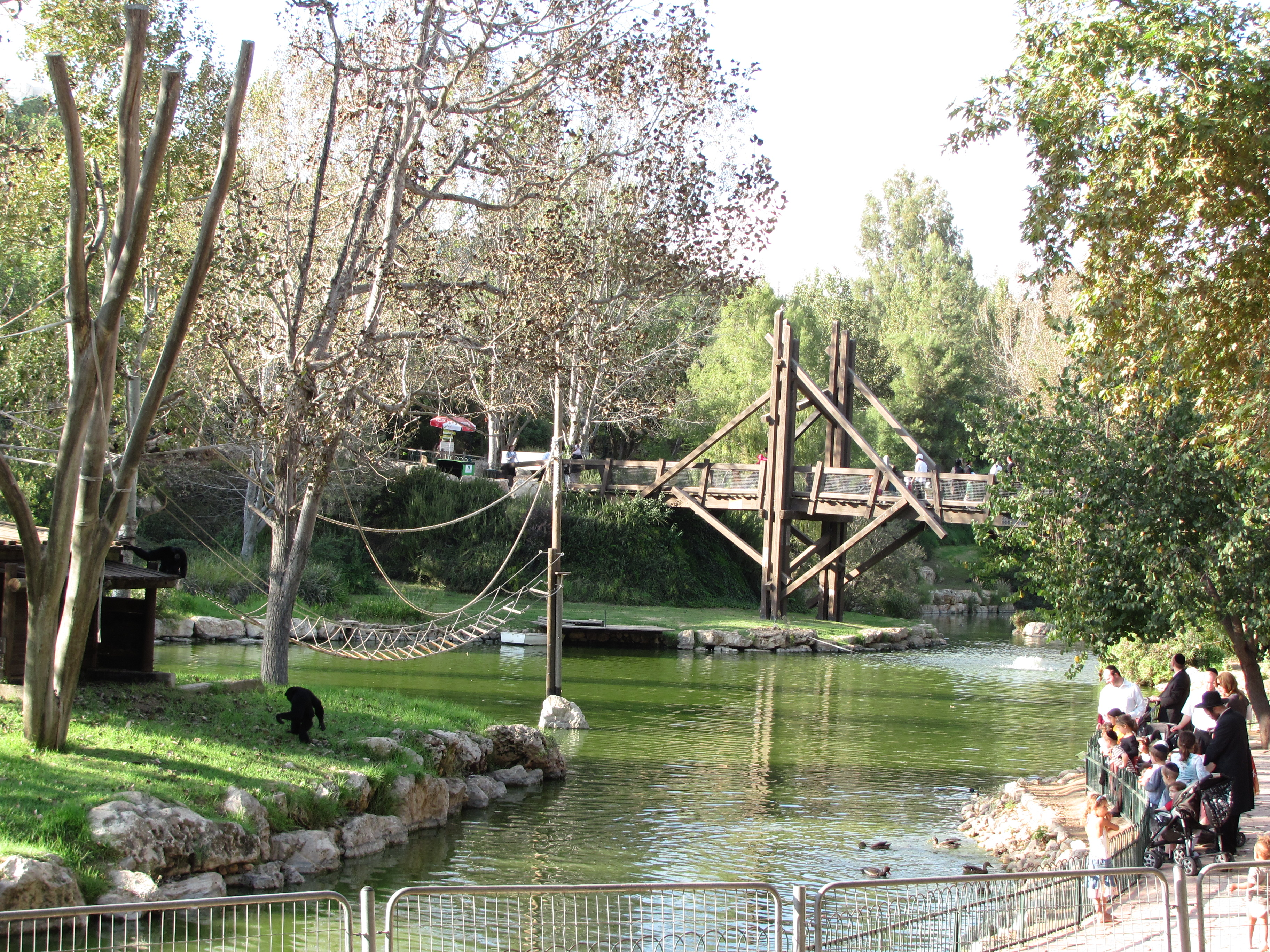
Kinh Thánh Zoo
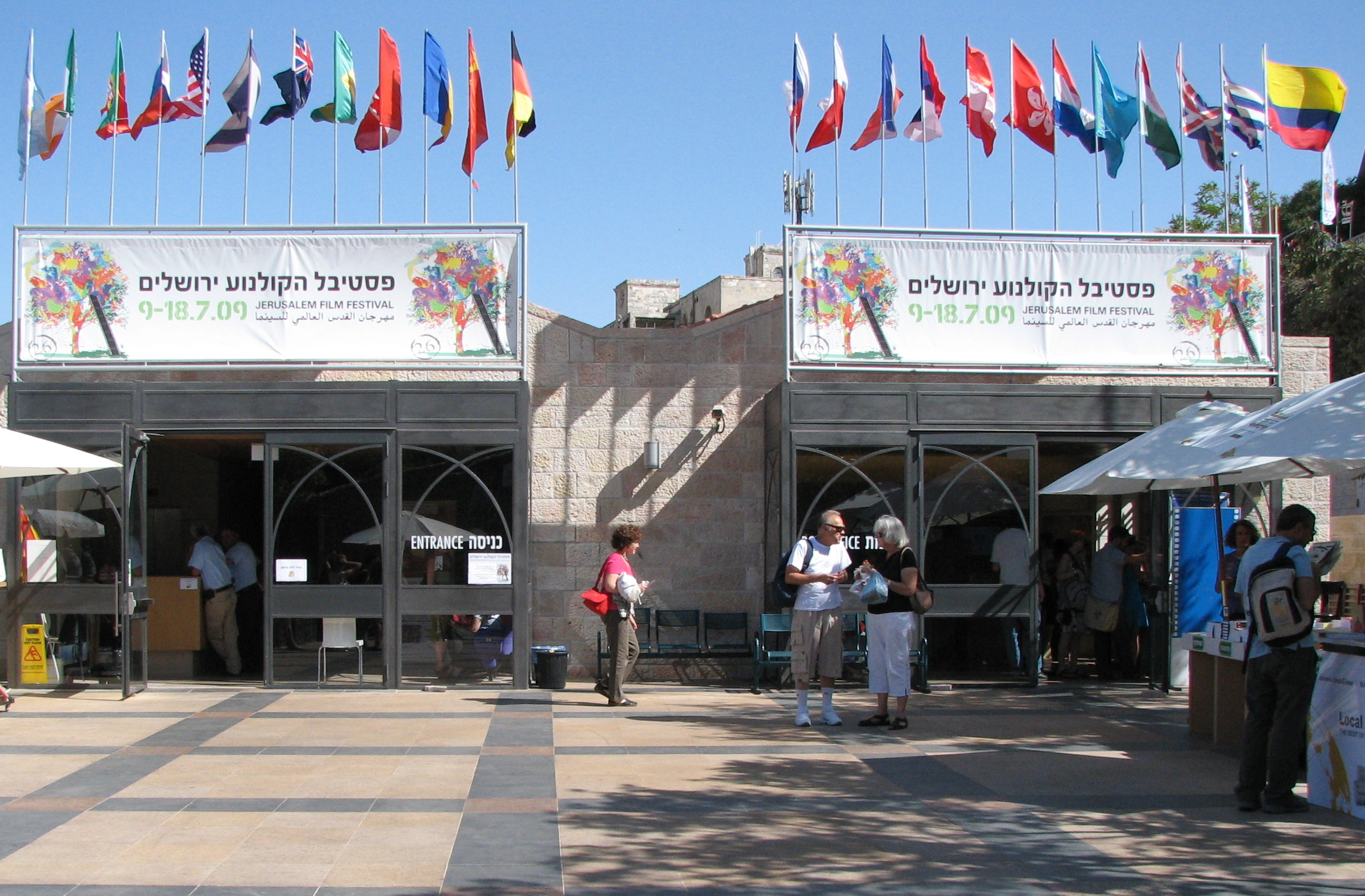
Jerusalem Cinematheque
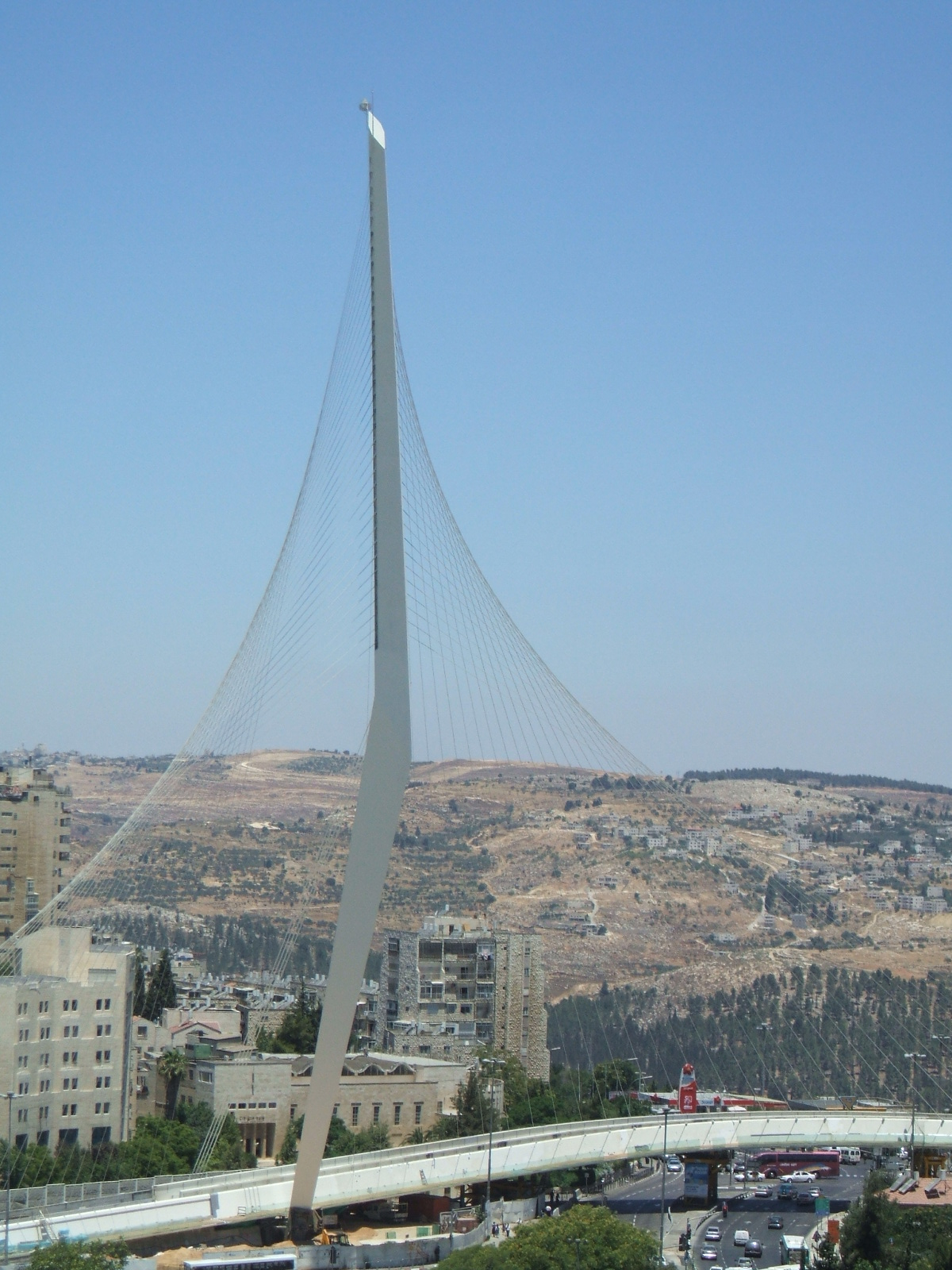
Xe dưới cầu
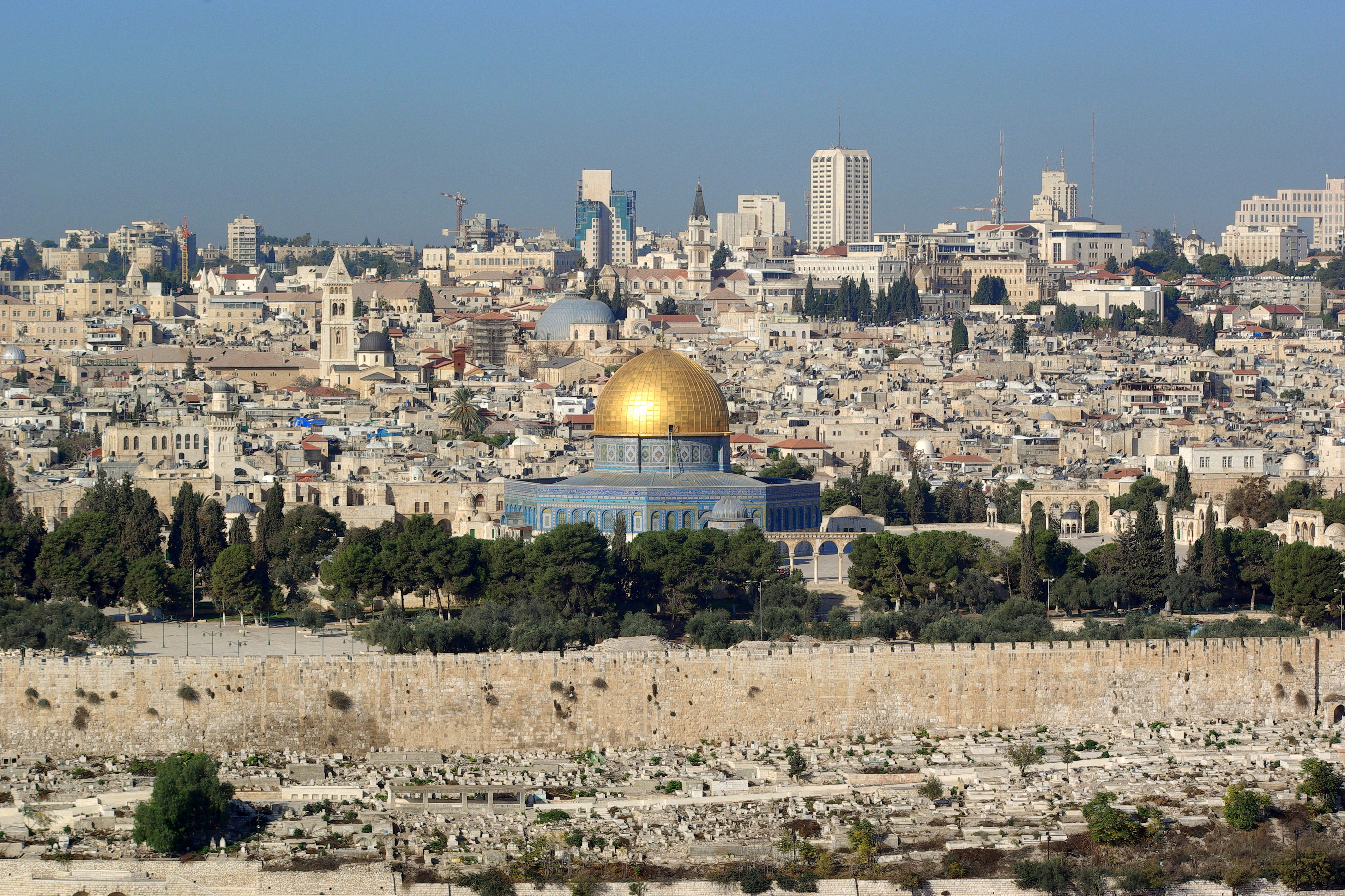
Jerusalem, nhìn từ Núi Ô-Liu.

## Tên gọi, từ nguyên